# Why Tell Me, Why
"Why Tell Me, Why" är en sång skriven av Gregory Elias, Martin Duiser och Piet Souer, producerad av Duiser, och inspelad av Anita Meyer 1981.

## Andra inspelningar
Med text på svenska av Ingela Forsman spelades den in 1983 av Carola Häggkvist på albumet Främling, som "Säg mig var du står".
I Så mycket bättre framförde Little Jinder en ny version av Carola Häggkvists version den 30 november 2019.
Zara Larsson och Carola framförde låten i duett i TV4 den 4 augusti 2020. Den 13 september 2020 gick deras inspelning in på Svensktoppen.

## Listplaceringar
| Lista (1981–1982)              | Topplacering |
| ------------------------------ | ------------ |
| Belgien (Ultratop 50 Flandern) | 1            |
| Nederländerna (Dutch Top 40)   | 1            |
| Nya Zeeland (RIANZ)            | 49           |